# Кукша Печерский
Ку́кша Печерский (умер в 1113 году или после 1114 года; согласно другому источнику — в 1110 году) — иеромонах Киево-Печерского монастыря, священномученик.

## Биография
Исследованием биографии Кукши в начале XX века занимался историк и краевед В. М. Кашкаров. По его мнению, житие священномученика Кукши было составлено «исключительно на основании сведений, сообщаемых о нём св. Симоном, епископом Владимирским». Возможно, он происходил из знатного вятичского рода (князей или старейшин), почему и вернулся после подвигов в Печерском монастыре к своим родичам, чтобы проповедовать им христианскую веру. Вместе со своим учеником Никоном проповедовал вятичам, жившим на Оке на территории нынешних Орловской и Калужской областей, за что был ими убит. Гибель Кукши, как сообщал епископ Симон печерскому черноризцу Поликарпу, прозрел преподобный Пимен Постник: «посреди церкви во всеуслышание сказал он: Брат наш Кукша нынче на рассвете убит. И сказавши это умер…».
Кашкаров предполагал, что епископ Феоктист «позаботился доставить в Киево-Печерский монастырь тело убитого мученика». Погребён Кукша был в Ближних пещерах монастыря.
В житии Кукши Печерского рассказывается о его многочисленных чудесах.

## Современность
Православной церковью память крестителя Орловского края празднуется 11 октября (27 сентября по старому стилю) (Собор преподобных отцов Киево-Печерских Ближних пещер) и 9 сентября (27 августа по старому стилю), а также 22 сентября (5 октября) в Соборе Тульских святых, в Соборе Рязанских святых 10 (23) июня.
Современные исследователи предположительно называют местом гибели Кукши и его ученика город Серенск на реке Серене, притоке Жиздры (нынешний Мещовский район Калужской области), — но, скорее всего потому, что этот город, несомненно, находился на пути проповедников и, к тому же, хорошо исследован археологами; обнаружены на Серенском городище и явные следы христианской проповеди — в частности, нательные крестики, в числе которых — крестик с выемчатой эмалью XI—XII веков, имеющий, вероятно, киевское происхождение. Ещё одним местом кончины преподобного называют Мценский район нынешней Орловской области: здесь у деревни Фроловка находится так называемый «Страдальческий» колодец, который молва связывает с именем Кукши, находится в 15 километрах от города Мценска, Орловская область. На этом месте находится святой источник, у которого ежегодно 9 сентября совершается торжественный молебен.
Имя священномученика Кукши носит ныне православная гимназия в Орле.
6 августа 2009 года по инициативе архиепископа Орловского и Ливенского Пантелеимона принято решение о почитании священномученика Кукши покровителем Орловско-Ливенской епархии.